# Światowe Dni Młodzieży 1995
10. Światowe Dni Młodzieży – ogólnoświatowy zjazd młodzieży katolickiej, który odbył się w dniach 10–15 stycznia 1995 w Manili na Filipinach.
Hasłem przewodnim zwołanych przez papieża Jana Pawła II dziesiątych dni młodzieży były słowa zaczerpnięte z Ewangelii Jana: "Jak Ojciec mnie posłał, tak i ja was posyłam" (J 20,21). Uroczystości w Manili zgromadziły 5 mln uczestników.
W Orędziu na Światowe Dni Młodzieży, ogłoszonym 21 listopada 1993 w Watykanie, Jan Paweł II przypomniał wszystkie dotychczasowe spotkania. Wezwał również ludzi młodych, by dawali świadectwo wierze chrześcijańskiej, by włączyli się w dzieło nowej ewangelizacji.
W Manili papież spotkał się 13 stycznia z uczestnikami V Międzynarodowego Forum Młodzieży, dla których sprawował eucharystię. Wieczorem tego samego dnia miała miejsce droga krzyżowa. Wieczorem 14 stycznia odbyło się czuwanie modlitewne w Rizal Park. Uroczystą mszę św. na zakończenie Światowych Dni Młodzieży Jan Paweł II odprawił 15 stycznia w Rizal Park.
Hymnem Światowych Dni Młodzieży w Manili była pieśń "Tell the World of His Love" (autorstwo Trina Belamide, "Opowiedzcie światu o Jego miłości").